# Leioproctus hillieri
Leioproctus hillieri là một loài Hymenoptera trong họ Colletidae. Loài này được Cockerell mô tả khoa học năm 1914.